# Titular d'Universitat
Un Titular d'Universitat (TU), dins el sistema universitari espanyol, és un professor que pertany al cos de funcionaris de l'estat que té plena autonomia docent i investigadora. A la pràctica, és un requisit per sol·licitar a l'administració el finançament de projectes d'investigació, i certa llibertat a l'establiment de les matèries que imparteix.
Segons la LOU, per accedir a la plaça de Titular d'Universitat cal passar prèviament per un procés d'habilitació, un examen a nivell estatal que habilita el candidat a presentar-se a places de titular a qualsevol universitat espanyola. Un requisit imprescindible per accedir al procés d'habilitació és ser doctor, és a dir, haver realitzat la tesi doctoral en la disciplina corresponent.
Ser Titular d'Universitat és també un requisit previ per accedir al procés d'habilitació per a Catedràtic d'Universitat. En algunes universitats, a més, s'estableixen proporcions obligatòries entre un i un altre en la plantilla del professorat; per exemple, no hi pot haver menys de 4 titulars d'universitat per cada catedràtic.
La diferència entre un Titular d'Universitat i un Catedràtic d'Escola Universitària és pràcticament onomàstica, ja que tenen la mateixa capacitat investigadora, similar capacitat docent i un sou equivalent.